# Carol Ross Barney
Carol Ross Barney (1949) es una arquitecta de Chicago, diseñadora principal en Ross Barney Arquitectos y  acreedora del título honorífico Fellow of the American Institute of Architects que concede el Instituto Estadounidense de Arquitectos a profesionistas eminentes de la arquitectura. Fue la primera mujer en diseñar un edificio federal, éste fue encargo de la Ciudad de Oklahoma para reemplazar al Edificio Federal Alfred P. Murrah que había sido bombardeado. Los proyectos de Ross Barney incluyen, entre otros, el JRC Sinagoga (LEED Platino), James I Swenson Edificio de Ingeniería Civil (LEED Oro) y la Estación de Metro Morgan de Chicago.

## Biografía
En 1973, fue miembro fundador de Chicago Women in Architecture (CWA) y ejerció como primer presidente.
Ross Barney ha combinado la enseñanza con la práctica de su profesión desde 1976 cuando entró como profesora en la Universidad de Chicago de Illinois. Desde entonces en 1994, fue profesora adjunta de Arquitectura en el Instituto de Tecnología de Illinois donde realizó un adelantado estudio de diseño popular para College of Architecture Board of Overseers.

## Honores
- 2023 Medalla de Oro del AIA
- 2013 AIA COTE Top Ten Green Project Award por Swenson Civil Engineering Building[6]
- 2013 AIA Divine Detail Award, Citation of Merit por Chicago Riverwalk - Underbridge Canopy Detail[7]
- 2012 AIA Distinguished Building Award, Citation of Meritpor CTA Morgan Station[8]
- 2012 Evergreen Award for James I. Swenson Civil Engineering Building at the University of Minnesota, Duluth[9]
- 2011 AIA Distinguished Building Award, Honor Award por James I Swenson Civil Engineering Building[10]
- 2011 AIA Distinguished Building Award, Citation of Merit por Fullerton and Belmont Stations Reconstruction[11]
- 2009 AIA COTE Top Ten Green Project Award por Jewish Reconstructionist Congregation[12]
- World Architecture Festival 2009 - Category Commendation por Jewish Reconstructionist Congregation Synagogue[13]
- 1992 Federal Design Achievement Award through the Presidential Design Awards program, sponsored by the National Endowment for the Arts por la Oficina de Correos de Glendale Heights[14]

Es Socia del Instituto americano de Arquitectos. Sus dibujos han sido exhibidos por el Instituto de Arte de Chicago, el Chicago Sociedad Histórica, El Museo de Chicago de Arte Contemporáneo y el Museo de Edificio Nacional. Además, su historia oral ha sido recogida por el Instituto de Arte de Chicago.